# Muara Siban (Dempo Utara)
Muara Siban is een bestuurslaag in het regentschap Pagar Alam van de provincie Zuid-Sumatra, Indonesië. Muara Siban telt 2833 inwoners (volkstelling 2010).